# Integración Ambiental
Integración Ambiental (IA) se refiere principalmente a la necesidad de abordar el desarrollo de nuestra sociedad colocando la dimensión ambiental en el mismo plano de “valor” que las cuestiones económicas y sociales. Reflejando, por tanto, los temas ambientales en el diseño y puesta en marcha de las políticas públicas y, en particular, de las políticas sectoriales.
Debe ser entendida como un proceso de adaptación a los requisitos impuestos por el desarrollo sostenible]. No se trata pues de un fin en sí mismo, sino de un instrumento para la consecución del desarrollo sostenible que, por su propia naturaleza, está sometido a adaptaciones progresivas a los nuevos retos que plantean los entornos político, programático, institucional, económico, social, cultural y, con esta integración, también ambiental.
Además, implica un procedimiento que debe permitir la consideración de las cuestiones ambientales en la elaboración de cualquier política. Por tanto, la integración ambiental abarca al conjunto de las Administraciones, en un sentido integral afectando por igual a sus dimensiones vertical y horizontal y que supone trasladar las cuestiones ambientales desde la periferia al centro en la toma de decisiones. Implica, desde este punto de vista, un “nuevo saber hacer” y unos nuevos mecanismos de decisión.
Una de las principales claves del concepto de integración ambiental se encuentra en pensar en términos de oportunidades y no de restricciones ambientales a los objetivos de las políticas sectoriales. Esto obliga a la utilización de políticas ambientales proactivas que propicien un cambio voluntario en los patrones de producción y consumo.

## Historia
El concepto de Integración Ambiental (IA) ha seguido un proceso dilatado en el tiempo con multitud de referencias que progresivamente han contribuido a dotarlo de coherencia y contenido. No obstante, en el contexto global y de la UE podrían destacarse dos referencias fundamentales:
- El nuevo enfoque de política ambiental instaurado desde la Cumbre de la Tierra en Río en 1992, que consolida el objetivo a largo plazo de desarrollo sostenible (DS) (ratificado posteriormente en la Cumbre de Johannesburgo).

- El Tratado de Lisboa, que incluye la protección del medio ambiente y el desarrollo sostenible entre los objetivos fundamentales de la UE, y que se basa en documentos anteriores como el Tratado de Maastrich (1993); el proceso de Cardiff (1998); la Estrategia de Lisboa (2000), o el Consejo de Gotemburgo (2001).

La integración ambiental en los procesos de planificación y gestión públicas se ha desarrollado, principalmente, en los documentos que orientan la acción en la intervención sobre el medio ambiente de la Unión Europea, tanto de carácter general como específico. 
La versión consolidada del Tratado Constitutivo de la Comunidad Europea (diciembre de 2002) establece, dentro de su primera parte de “Principios”, en el artículo 6, que:
“Las exigencias de la protección del medio ambiente deberán integrarse en la definición y en la realización de las políticas y acciones de la Comunidad a que se refiere el artículo 3, en particular con objeto de fomentar un desarrollo sostenible”
A partir de entonces y en sucesivas cumbres celebradas desde 1997 (Cardiff, Colonia, Lisboa y Gotemburgo, entre las más importantes) se consolida lo que vino a denominarse “partenariado para la integración” que asienta sus bases definitivas en la Estrategia Comunitaria de Desarrollo Sostenible. Este partenariado insta a romper con los modelos de decisión tradicionales de naturaleza sectorial (en compartimentos estanco), razón por la cual se debe actuar en otras políticas para frenar, tanto la degradación del medio ambiente, como el agotamiento de los recursos naturales.
Con este nuevo enfoque se desarrolla el VI Programa de Acción Comunitario en Materia de Medio Ambiente (2002-2012), donde en su consideración preliminar número 13 se recoge el mandato de integración ambiental que señala el Tratado. De esta forma, se da un paso más en el desarrollo de la integración ambiental, ya que la conservación del medio ambiente se configura como condicionante en la elaboración y aplicación del resto de políticas sectoriales:
“El Programa debe promover el proceso de integración de las cuestiones en materia de medio ambiente en todas las políticas y actividades comunitarias en coherencia con el artículo 6 del Tratado, con objeto de reducir las presiones sobre el medio ambiente procedente de las diversas fuentes”

## Aplicación del Principio de Integración Ambiental en las políticas europeas
En 2006, se revisa la Estrategia de la Unión Europea para un Desarrollo Sostenible, culminando el proceso iniciado en el Consejo Europeo de Gotemburgo de 2001. Esta estrategia viene a completar la Agenda de Lisboa para convertir a la UE “en la economía del conocimiento más competitiva y más dinámica del mundo, capaz de un crecimiento económico sostenible acompañado de una mejora cuantitativa y cualitativa del empleo y de una mayor cohesión social”.
En el periodo de programación 2007-2013 el desarrollo sostenible se confirma como uno de los más importantes principios de la política de cohesión. Así se recoge en las Orientaciones Estratégicas Comunitarias, con su posterior reflejo en el Reglamento (CE) n.º 1083/2006 del Consejo por el que se establecen las disposiciones generales relativas al Fondo Europeo de Desarrollo Regional, al Fondo Social Europeo y al Fondo de Cohesión.
En la práctica, las acciones que son respaldadas por las políticas de cohesión y los diferentes fondos, deben cumplir los estándares y requisitos ambientales, de acuerdo con lo fijado en la legislación comunitaria, olvidándose de la política agrícola común (PAC). De igual modo, se pretende que las actuaciones cofinanciadas por las políticas de cohesión contribuyan y refuercen la consecución de los principales objetivos de la UE en materia de medio ambiente.
Todo ello ha inducido la decisiva y creciente posición de la UE a la hora de apoyar aquellas medidas que, individualmente o coordinadas, aseguren los objetivos generales de la política ambiental comunitaria y puedan contribuir también a la generación de más empleo y de mayor calidad en el ámbito de la Unión. Con este propósito la UE está ampliando considerablemente el abanico de medidas de política ambiental para facilitar la transición ecológica hacia un nuevo paradigma de resolución de los problemas ambientales creando empleo, actividad y riqueza en las regiones.

## La integración ambiental de los programas europeos por territorios

### Andalucía
Desde la promulgación del Estatuto de Autonomía de Andalucía y la asunción de competencias en materia de medio ambiente por parte del Gobierno regional, el diseño de la política ambiental y los instrumentos empleados para su desarrollo han evolucionado progresivamente ampliándose de forma paulatina los mecanismos de coordinación e integración con el resto de políticas sectoriales.
Uno de los principales instrumentos con los que cuenta en Gobierno regional para la consecución de la integración ambiental es la Ley 7/2007 de Gestión Integrada de la Calidad Ambiental, Ley GICA. Principalmente, a través de dos instrumentos: 
- La participación social, como parte de la democracia participativa, en las decisiones medioambientales, el acceso de los ciudadanos a una información ambiental[4] objetiva y fiable, así como la difusión de la información, la educación ambiental y la concienciación ciudadana en la protección del medio ambiente; y
- La normalización del procedimiento de evaluación ambiental estratégica, siguiendo las determinaciones de la Directiva 2001/42/CE, relativa a la evaluación de los efectos de determinados planes y programas en el medio ambiente (Directiva EAE), incorporada a nuestro ordenamiento mediante la Ley 9/2006, de 28 de abril, cuyo objetivo es la integración de los aspectos medioambientales en los ejercicios de planificación sectorial incluyendo, además, los ámbitos de su aplicación, seguimiento y evaluación.

La implementación de este último instrumento de política ambiental constituye el máximo exponente de la cooperación intersectorial necesaria para lograr una efectiva integración ambiental. De hecho, la evaluación ambiental de planes y programas es un instrumento al servicio de la relación entre diferentes actores que forman parte del proceso de toma de decisiones, permitiendo que la planificación pueda adaptarse con mayor flexibilidad y garantías a los criterios de protección del medio ambiente. 
La elaboración y aprobación del Programa Operativo del Fondo Europeo de Desarrollo Regional de Andalucía se ha sometido a la Ley 9/2006, de 28 de abril, sobre evaluación de los efectos de determinados planes y programas en el medio ambiente. Atendiendo al procedimiento, el Ministerio de Economía y Hacienda actúa como organismo promotor y el Ministerio de Medio Ambiente, Rural y Marino como organismo ambiental, con lo cual asumen las obligaciones derivadas del mismo.
Como parte del proceso de evaluación ambiental de este programa se aprueba, por resolución conjunta de la Secretaría General para la Prevención de la Contaminación y el Cambio Climático del MMARM y de la Secretaría General de Presupuestos y Gastos del MEH, la Memoria Ambiental del PO FEDER-A que lo acompaña y tiene carácter preceptivo.
La Memoria Ambiental del PO FEDER-A dicta las determinaciones ambientales que debe observar el desarrollo de las actuaciones financiadas mediante este fondo, imponiendo, además, una serie de requisitos al desarrollo de las actuaciones y a los sistemas de seguimiento y evaluación del PO. El sistema de seguimiento ambiental contemplado por la Memoria Ambiental es de diseño común a todos los programas operativos FEDER en España. Ha sido necesario, por consiguiente, adaptar las determinaciones ambientales a la naturaleza de las actuaciones cofinanciadas en la Comunidad Autónoma de Andalucía. 

Una parte importante del seguimiento ambiental del programa se centra en el sistema de Indicadores Operativos de Impacto Ambiental. Los indicadores representan la principal fuente de información para el seguimiento estratégico, especialmente en el estudio de los resultados e impactos. Las determinaciones ambientales de la Memoria Ambiental establecen un cuadro general de Indicadores Operativos de Impacto Ambiental de los cuales el Comité de Seguimiento, con la colaboración de la Consejería de Medio Ambiente como autoridad ambiental, seleccionó aquellos más adecuados para el seguimiento cuantitativo de los efectos ambientales de las actuaciones cofinanciadas.

No obstante, los requerimientos de seguimiento y evaluación de las actuaciones cofinanciadas no pueden circunscribirse, en exclusiva, al seguimiento de los Indicadores Operativos de Impacto Ambiental derivados de su sometimiento al procedimiento de evaluación ambiental. Además, el seguimiento ambiental debe tener en cuenta la observancia de los criterios, generales y específicos, de selección de actividades cofinanciables respecto a su priorización ambiental y el cumplimiento de la normativa comunitaria; así como un análisis y evaluación de la adecuación de los sistemas de gestión a las exigencias derivadas del seguimiento y evaluación ambiental.